# Poecilotheria
A Poecilotheria, egy nem a pókok (Araneae) rendjében, négytüdős pókok (Mygalomorphae) alrendjében és a madárpókfélék (Theraphosidae) családjában. A Poecilotheriinae alcsalád egyetlen neme.
Többek között ebből a nemből kerülnek ki a madárpókok legszínpompásabb fajai. A „Poecilotheria” név a görög „poikilos” (pöttyös) és „therion” (vadállat) szavakból tevődik össze.
Indiában és Srí Lanka szigetén őshonosak.

## Megjelenésük

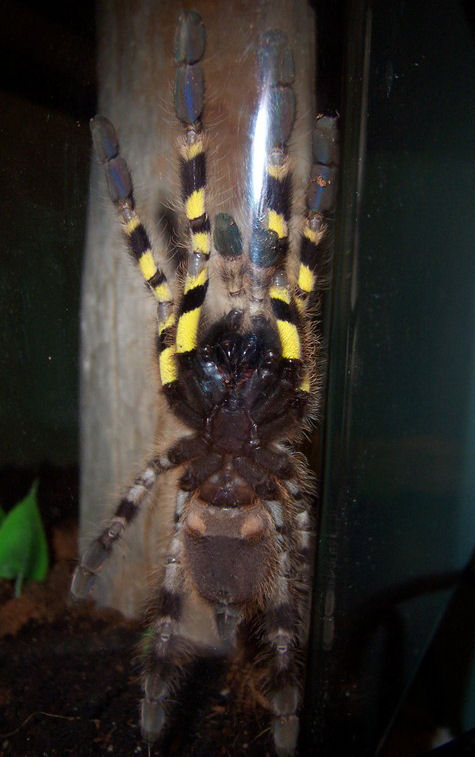
A Poecilotheria regalis lábain jól megfigyelhető a sárga mintázat

Nagy termetű, karcsú testű, díszes rajzolatú madárpókok tartoznak a nembe. Alapszínezetük legtöbbször barnás, szürkés, fekete, fehér mintákkal díszítve. A legtöbb faj elülső két pár lábának belső részén citromsárga folt található, mely fenyegető pózban kivillantva, az ellenség elriasztására szolgál. A fajok megkülönböztetésére legkönnyebben a lábmintázat ventrális nézetből való vizsgálatával történhet.

## Életmódjuk
Éjszakai életmódot folytató falakó madárpókok. Természetes élőhelyükön többnyire éjjeli lepkéket zsákmányolnak. Lakóhálójukat fák odvaiba, repedésekbe szövik.
A párzást a hímek részéről hosszas udvarlási ceremónia előzheti meg. A lerakott kokonból a 70-150 nimfa hat hét után kel ki.
Erős méreggel rendelkeznek.

## Fajok
A nembe jelenleg 14 faj tartozik.
- Poecilotheria fasciata (Latreille, 1804) - Sri Lanka
- Poecilotheria formosa Pocock, 1899 - India
- Poecilotheria hanumavilasumica Smith, 2004 - India
- Poecilotheria metallica Pocock, 1899 - India
- Poecilotheria miranda Pocock, 1900 - India
- Poecilotheria ornata Pocock, 1899 - Sri Lanka
- Poecilotheria vittata Kirk, 2001 - Sri Lanka
- Poecilotheria rajaei Nanayakkara et al., 2012 - Sri Lanka
- tigris madárpók (Poecilotheria regalis) Pocock, 1899 - India
- Poecilotheria rufilata Pocock, 1899 - India
- Poecilotheria smithi Kirk, 1996 - Sri Lanka
- Poecilotheria striata Pocock, 1895 - India
- Poecilotheria subfusca Pocock, 1895 - Sri Lanka
- Poecilotheria tigrinawesseli Smith, 2006 - India

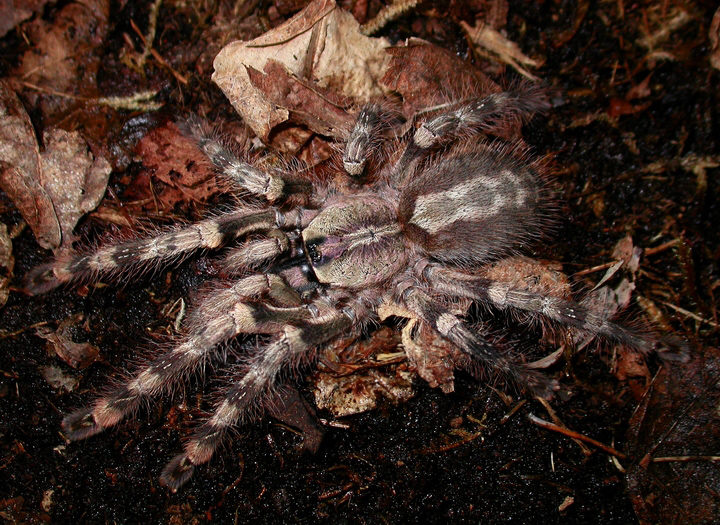
Poecilotheria pederseni
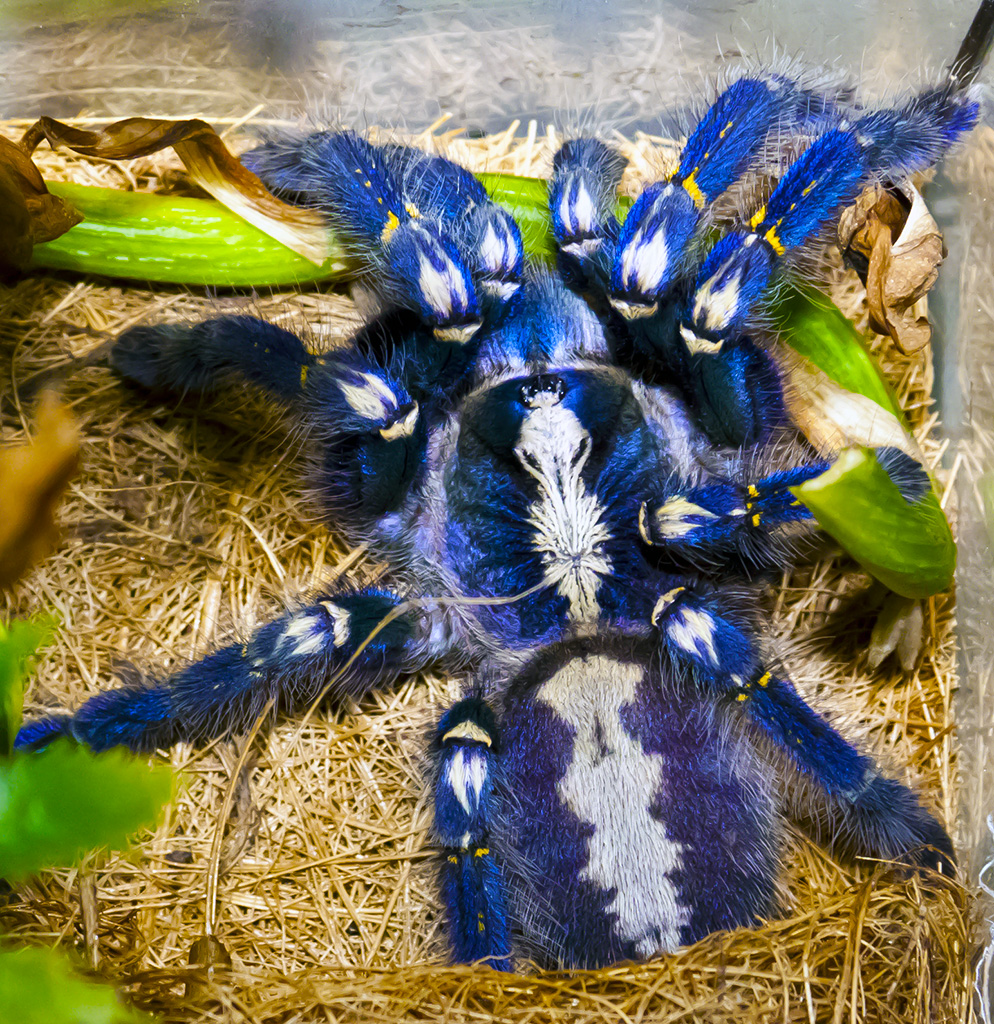
Poecilotheria metallica
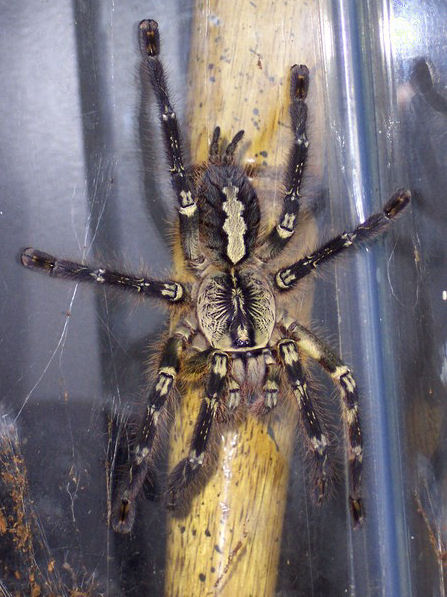
Poecilotheria ornata
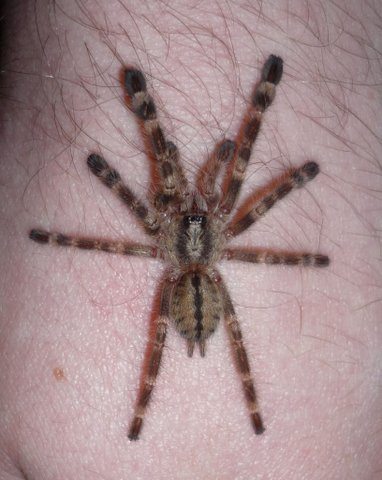
Poecilotheria subfusca
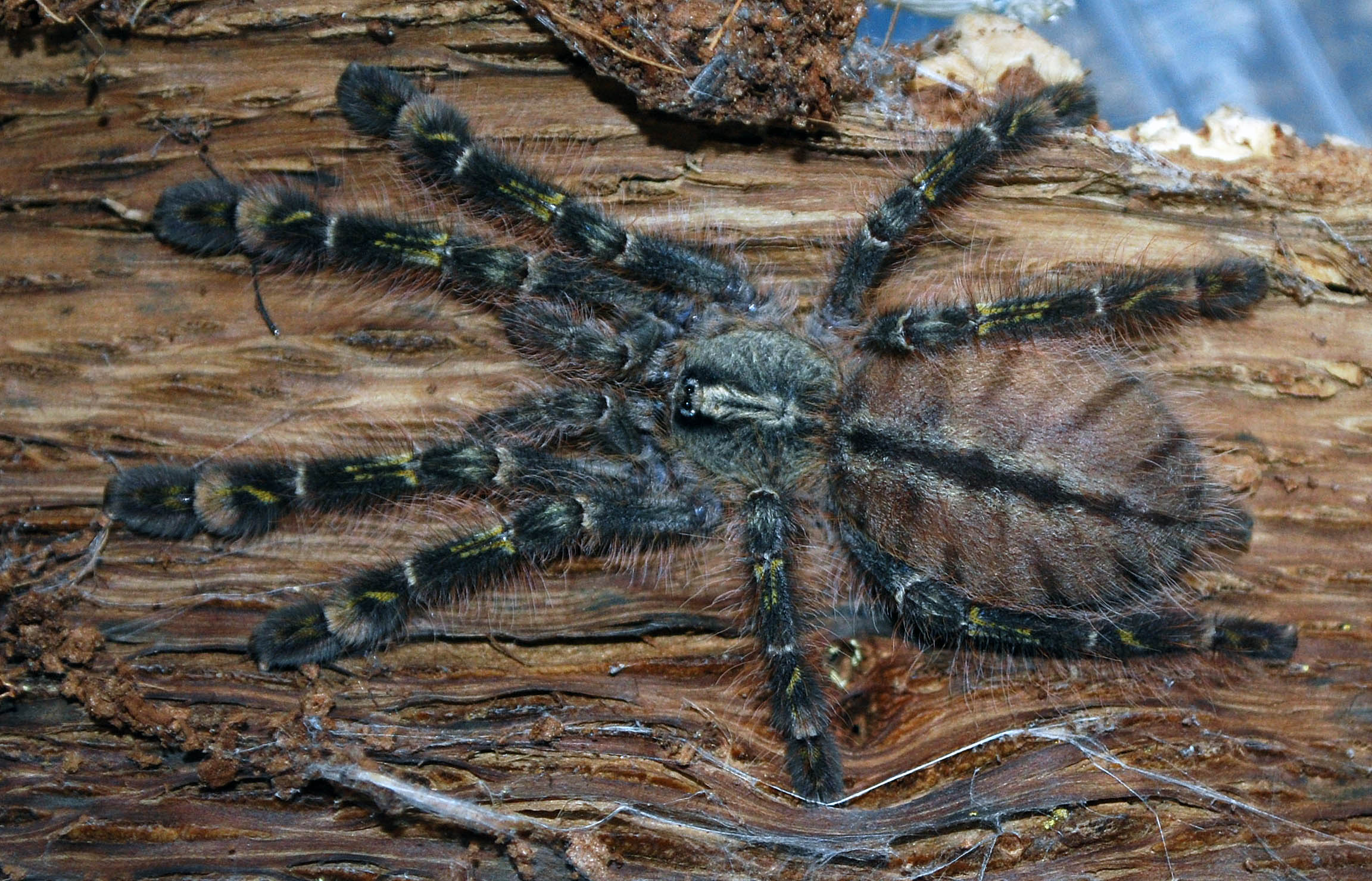
Poecilotheria rufilata